# Национални доходак
Национални доходак (или нето национални доходак) је економски појам који подразумева новонасталу вредност у привреди једне земље у току посматраног временског периода, најчешће једне године. 
Национални доходак користи се као агрегатни показатељ достигнутог степена развоја привреде. Врло је употребљив и за упоређивање развоја привреде појединих земаља. Тада се обрачунава национални доходак по глави становника (per capita).
Национални доходак изводи се из друштвеног производа умањеног за амортизацију основних средстава.
Расподела националног дохотка најзначајнија је компонента економске политике једне земље. Расподелом се детерминишу границе свих облика крајње потрошње (личне, опште, инвестиционе). У том контексту, структуру националног дохотка чини збир личне потрошње, опште потрошње и акумулације.